# بيع تفويض الدين

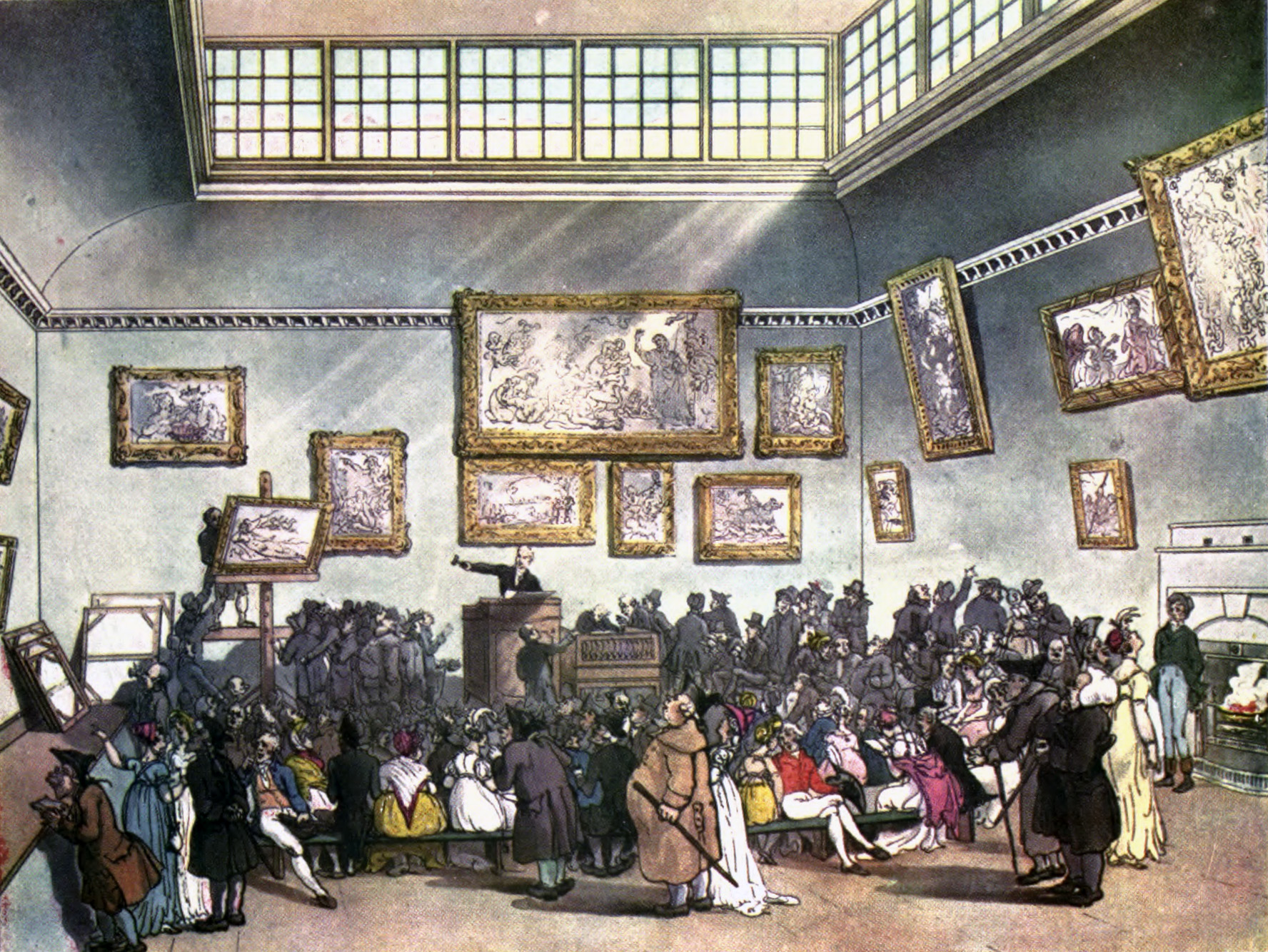

لقد كان بيع تفويض الدين وسيلة قانونية لـ تحصيل الديون في اسكتلندا حتى عام 2001. وكان الإجراء القانوني لبيع ضمان الدين محكومًا بـ قانون المدينين لعام 1987 (اسكتلندا). ولكن كان هذا الإجراء مثيرًا للجدل، فمن كانوا يعارضونه يخشون أنه يؤثر على القطاع الأكثر فقرًا في المجتمع والذين يتعثرون بصورة أصيلة في سداد الديون، بينما يرى آخرون أن هذا التشريع ضروري لضمان قيام الأفراد بسداد ديونهم.
لقد أصبح هذا الإجراء مثار جدل سياسي مستمر في العقد الثامن من القرن العشرين، عندما استخدمت المجالس الأسكتلندية هذا التشريع لمواجهة العدد المتزايد من المتأخرين عن دفع ضريبة الرؤوس. وانطوى ذلك على قيام تلك المجالس بالتقدم للحصول على تفويض من المحكمة المحلية يمكنها من تجميع الأموال المستحقة لدى من تخلفوا عن الدفع. موظفو الضبط والتنفيذ (شركات خاصة، رغم أن المسمى الوظيفي يشير إلى أنهم موظفون لدى المحاكم) كانوا محل اختيار السلطات المحلية لتجميع الديون المستحقة. وبموجب قانون عام 1987, كان يُسمح لـ موظفي تحصيل الديون بدخول منزل المدين والحجز على الممتلكات (تحديد قيمة لها)، والتي قد تخضع لاحقًا لعملية بيع علني بموجب التفويض (بيع تفويض الدين).
لقد تم إلغاء هذا الإجراء عندما قام تومي شيريدان (Tommy Sheridan)، نائب البرلمان الأسكتلندي، عن الحزب الاشتراكي الأسكتلندي، بتقديم مشروع قانون غير حكومي عام 2001, وقام البرلمان الأسكتلندي بالتصويت لصالح إلغاء هذا التشريع من القانون الأسكتلندي بموجب قانون إلغاء عمليات الحجز على الممتلكات وبيع تفويض الدين لعام 2001.